# Chisosa
Chisosa là một chi nhện trong họ Pholcidae.

## Các loài
Các loài trong chi này gồm:
- Chisosa baja (Gertsch, 1982)
- Chisosa diluta (Gertsch & Mulaik, 1940)